# (86039) 1999 NC43
(86039) 1999 NC43 est un astéroïde Apollon classé comme potentiellement dangereux. Il a été découvert le 14 juillet 1999 par Lincoln Near-Earth Asteroid Research (LINEAR) à une magnitude apparente de 18 avec un télescope de 1 m. Il a un diamètre de 2,2 km. 1999 NC43 est suspecté d'avoir un lien avec le météore de Tcheliabinsk du 15 février 2013,.
1999 NC43 possède une orbite bien déterminée avec une incertitude U de 0. Il s'approche parfois fortement de Vénus, de la Terre et de Mars. Le prochain rapprochement serré avec la Terre aura lieu le 14 février 2173 à une distance de 0,03361 ua (5,028 millions de km).